# Borel-Isomorphie
Als Borel-Isomorphie wird eine Beziehung zwischen zwei Messräumen in der Maßtheorie, einem Teilgebiet der Mathematik, bezeichnet. Sind zwei Messräume Borel-isomorph, so sind sie aus maßtheoretischer Sicht gleich. Das erlaubt es, Argumentationen und Strukturen von dem einen Raum auf den anderen Raum zu übertragen.

## Definition
Gegeben seien zwei Messräume {\displaystyle (S,{\mathcal {B}}(S)),(T,{\mathcal {B}}(T))}, wobei als σ-Algebra jeweils die entsprechende Borelsche σ-Algebra gewählt sei. 
Dann heißen die beiden Messräume Borel-isomorph, wenn es eine Funktion
{\displaystyle f\colon (S,{\mathcal {B}}(S))\to (T,{\mathcal {B}}(T))}
gibt, die folgende Eigenschaften besitzt:
- {\displaystyle f} ist bijektiv
- {\displaystyle f} ist bimessbar

Dabei heißt eine Funktion {\displaystyle f} bimessbar, wenn sowohl {\displaystyle f} als auch die Umkehrfunktion {\displaystyle f^{-1}} messbar sind.

## Borel-Räume
Wichtiges Beispiel für Borel-Isomorphie sind die sogenannten Borel-Räume. Dies sind Messräume, die Borel-isomorph zu einer Borel-messbaren Teilmenge der reellen Zahlen (versehen mit der entsprechenden Spur-{\displaystyle \sigma }-Algebra der Borelschen σ-Algebra auf {\displaystyle \mathbb {R} }) sind.

## Belege
- Olav Kallenberg: Random Measures, Theory and Applications. Springer, Switzerland 2017, doi:10.1007/978-3-319-41598-7.
- A.G. El'kin: Borel isomorphism. In: Michiel Hazewinkel (Hrsg.): Encyclopedia of Mathematics. Springer-Verlag und EMS Press, Berlin 2002, ISBN 1-55608-010-7 (englisch, encyclopediaofmath.org).